# Ports Authority
Der Ports Authority Football Club ist ein Fußballverein aus Freetown, der Hauptstadt von Sierra Leone. Vereinseigentümer ist die Sierra Leone Ports Authority (SLPA).
1996 war Ports Authority der erste und bislang einzige Club aus Sierra Leone, welcher die Viertelfinale des CAF Confederation Cup erreicht hat.

## Erfolge
- Meister (Premier League): 3 Titel – 1995, 2008 und 2011[1] oder 1973, 2008 und 2011[2]
- Pokalsieger: 3 oder 4 Titel – 1974, 1990, 1991[3] bzw. 1990, 1991, 2004, 2011[2]

## Stadion
Der Verein trägt seine Heimspiele im Brima Attouga Mini Stadium in Freetown aus. Das Stadion hat ein Fassungsvermögen von 1000 Personen.

## Bekannte ehemalige Spieler
- Patrick Ogunsoto, Fußballprofi bei Ergotelis
- Ibrahim Inspector Bah
- Kewullay Conteh
- Obi Metzger